# Radio Luxembourg
Radio Luxembourg era una emittente radiofonica multilingua lussemburghese, conosciuta anche come RTL (Radio Télévision Luxembourg).

## Storia
Radio Luxembourg è stata il principale modello di riferimento per tutti gli aspiranti dj delle prime radio libere italiane degli anni settanta.
La frequenza di trasmissione del programma in lingua inglese era di 1440 kHz in modulazione d'ampiezza, pari a 208 metri di lunghezza d'onda. La potenza di trasmissione di 1300 kW rendeva la stazione di Marnach l'impianto privato più potente d'Europa. Ricevibile facilmente anche in Italia a partire dalle ore serali, era ascoltatissima soprattutto dai giovani, per la sua programmazione d'avanguardia, ben diversa dagli allora programmi delle radio pubbliche europee. Gli speaker, dalle voci bene impostate, annunciavano i più notevoli successi discografici europei o quelli che, grazie a questa emittente, sarebbero diventati tali.
Le sue origini risalgono al 1933, il suo bacino d'utenza comprendeva gran parte dell'Europa, anche se il principale era quello britannico, limitato alle ore serali e notturne.
Per aggirare la legislazione inglese, la radio trasmetteva dal Lussemburgo: le emissioni avvenivano in onde medie e corte. Trasmetteva anche in FM da una nave ancorata in acque extraterritoriali, per il sud della Gran Bretagna.
Con la liberalizzazione nel campo della radiofonia, avvenuta in Europa negli anni 1970, Radio Luxembourg cominciò a subire una sempre più forte concorrenza da parte delle radio libere locali in modulazione di frequenza, che avevano dalla loro parte una qualità sonora di gran lunga maggiore, consentita dalla diversa tecnologia di trasmissione.
Nei primi anni novanta iniziarono anche le trasmissioni via satellite su Astra a 19,2° est, ma poco tempo dopo la radio spense gli impianti in onde medie, mantenendo solo la frequenza satellitare. Nel 1993 le trasmissioni in inglese terminarono definitivamente.
Le frequenze satellitari furono acquisite dalla RTL lussemburghese, simile solo nel nome, mentre la frequenza di 1440 kHz è stata utilizzata da Radio Cina Internazionale per i suoi programmi in inglese e tedesco e dalla RTL di lingua tedesca per il suo canale di "oldies" fino al 31 dicembre 2015, quando le trasmittenti sono state spente.
Le antenne dell'impianto di Marnach sono state abbattute l'11 febbraio 2016.